# Billy Eichner
Billy Eichner (New York, 18 settembre 1978) è un comico, attore e doppiatore statunitense.

## Biografia
Nato e cresciuto a New York, è apertamente gay. Oltre alla carriera di attore, ha svolto anche qualche doppiaggio come il film d'animazione I pinguini di Madagascar. Il 28 marzo 2017 ha annunciato il suo coinvolgimento nella settima stagione della pluripremiata serie horror American Horror Story.

## Filmografia

### Cinema
- Notte brava a Las Vegas (What Happens in Vegas), regia di Tom Vaughan (2008)
- SWOP: I sesso dipendenti (Sleeping with Other People), regia di Leslye Headland (2015)
- Cattivi vicini 2 (Neighbors 2: Sorority Rising), regia di Nicholas Stoller (2016)
- Noelle, regia di Marc Lawrence (2019)
- Bros, regia di Nicholas Stoller (2022)
- Honey Don't!, regia di Ethan Coen (2025)

### Televisione
- Parks and Recreation – serie TV, 17 episodi (2013-2015)
- The Millers – serie TV, episodio 2x01 (2014)
- New Girl – serie TV, episodio 4x11 (2014)
- Difficult People – serie TV, 28 episodi (2015-2017)
- Unbreakable Kimmy Schmidt – serie TV, episodio 2x09 (2016)
- Hairspray Live!, regia di Kenny Leon e Alex Rudzinski – film TV (2016)
- Compagni di università (Friends from College) – serie TV, 8 episodi (2017-2019)
- American Horror Story – serie TV, 12 episodi (2017-2018)
- La magia del Natale con Mariah Carey (Mariah Carey's Magical Christmas Special), regia di Roman Coppola – film TV (2020)
- American Crime Story – serie TV, 3 episodi (2021)
- Dickinson – serie TV, episodio 3x04 (2021)

### Doppiatore
- Timon ne Il re leone, Mufasa - Il re leone
- Chef Pig in Angry Birds - Il film
- Mr. Ambrose in Bob's Burgers
- Billy ne I Simpson

### Programmi televisivi
- Billy on the Street (2011-2017) – conduttore

## Doppiatori italiani
Nelle versioni in italiano delle opere in cui ha recitato, Billy Eichner è stato doppiato da:
- Nanni Baldini in Cattivi vicini 2
- Oreste Baldini in Compagni di università
- Federico Talocci in American Horror Story
- Stefano Crescentini in Parks and Recreation
- Leonardo Graziano in Bros

Da doppiatore è sostituito da:
- Edoardo Leo ne Il re leone, Mufasa - Il re leone
- Dimitri Winter ne I pinguini di Madagascar